# Rui Sampaio
Fernando Rui Valadares Pinto Sampaio, meglio noto come Rui Sampaio (Vila Pouca de Aguiar, 29 maggio 1987), è un ex calciatore portoghese, di ruolo centrocampista.

## Caratteristiche tecniche
Predilige il ruolo di mezz'ala destra.

## Carriera
Cresciuto nelle giovanili del Chaves, prima di approdare in prima squadra, con la quale esordisce il 27 agosto 2006 (Feirense-Chaves 1-0) nella seconda divisione del campionato portoghese. Milita successivamente nel Penafiel e nel Beira-Mar; con quest'ultimo club raggiunge la massima divisione del campionato portoghese nel 2010, vincendo il campionato cadetto. Esordisce nella Primeira Liga il 15 agosto 2010, in Beira-Mar-União Leiria (0-0).
Il 31 agosto 2011 viene ceduto a titolo definitivo alla società italiana del Cagliari per 600.000 euro. Esordisce in Serie A l'11 settembre in occasione della partita Roma-Cagliari (1-2), sostituendo Davide Biondini al 91'. Il 24 novembre gioca in Coppa Italia nella gara casalinga contro il Siena, segnando la rete che aveva momentaneamente riaperto le speranze di qualificazione per i rossoblu, sconfitti 2-1 dai toscani. Limitato dagli infortuni, in particolare la pubalgia che non gli ha permesso di trovare continuità, chiude la stagione totalizzando 6 presenze in campionato e una in Coppa Italia.
Il 17 agosto 2012 viene ceduto in prestito all'Olhanense, militante nella Primeira Liga portoghese. Nel gennaio 2013, durante la sessione invernale del calciomercato, il Cagliari risolve anticipatamente l'accordo del prestito con l'Olhanense, prima di cedere nuovamente in prestito il calciatore al Beira-Mar, fino al termine della stagione 2012-2013.
Conclusa la stagione in Portogallo rientra al Cagliari e prende parte al ritiro precampionato in prospettiva della stagione 2013-2014.
Non scende mai in campo e il 27 dicembre 2013 rescinde il contratto che lo legava al club sardo.
Il 14 gennaio 2014 viene ingaggiato dall'Arouca. Con l'Arouca gioca una stagione e mezza totalizzando 40 presenze e 3 reti nella Primeira Liga.
Il 10 agosto 2015 viene ufficializzato il suo passaggio al Red Star, militante nella seconda divisione del campionato francese. Chiude la stagione con 8 presenze.
Rimasto svincolato dopo l'esperienza in Francia, nel gennaio 2017 firma per il Freamunde, militante nella seconda serie portoghese. Prosegue la carriera nella medesima serie la stagione seguente con la maglia del Cova da Piedade.

## Statistiche

### Presenze e reti nelle squadre di club
Statistiche aggiornate al 10 gennaio 2016.
| Stagione         | Squadra          | Campionato       | Campionato | Campionato | Coppe nazionali | Coppe nazionali | Coppe nazionali | Coppe continentali | Coppe continentali | Coppe continentali | altre coppe | altre coppe | altre coppe | Totale | Totale |
| Stagione         | Squadra          | Comp             | Pres       | Reti       | Comp            | Pres            | Reti            | Comp               | Pres               | Reti               | Comp        | Pres        | Reti        | Pres   | Reti   |
| ---------------- | ---------------- | ---------------- | ---------- | ---------- | --------------- | --------------- | --------------- | ------------------ | ------------------ | ------------------ | ----------- | ----------- | ----------- | ------ | ------ |
| 2006-2007        | Chaves           | SL               | 20         | 2          | CP              | 0               | 0               |                    | -                  | -                  |             | -           | -           | 20     | 2      |
| 2007-2008        | Penafiel         | SL               | 14         | 2          | CP+CdL          | 0               | 0               |                    | -                  | -                  |             | -           | -           | 14     | 2      |
| 2008-2009        | Beira-Mar        | SL               | 27         | 3          | CP+CdL          | 0+1             | 0               |                    | -                  | -                  |             | -           | -           | 28     | 3      |
| 2009-2010        | Beira-Mar        | SL               | 28         | 6          | CP+CdL          | 3+3             | 0               |                    | -                  | -                  |             | -           | -           | 34     | 6      |
| 2010-2011        | Beira-Mar        | PL               | 30         | 1          | CP+CdL          | 0+5             | 0               |                    | -                  | -                  |             | -           | -           | 35     | 1      |
| ago. 2011        | Beira-Mar        | PL               | 2          | 0          | CP+CdL          | 0               | 0               |                    | -                  | -                  |             | -           | -           | 2      | 0      |
| 2011-2012        | Cagliari         | A                | 6          | 0          | CI              | 1               | 1               |                    | -                  | -                  |             | -           | -           | 7      | 1      |
| 2012- gen.2013   | Olhanense        | PL               | 1          | 0          | CP+CdL          | 1+1             | 0               |                    | -                  | -                  |             | -           | -           | 3      | 0      |
| gen.-giu. 2013   | Beira-Mar        | PL               | 12         | 1          | CP+CdL          | -               | -               |                    | -                  | -                  |             | -           | -           | 12     | 1      |
| Totale Beira-Mar | Totale Beira-Mar | Totale Beira-Mar | 99         | 11         |                 | 12              | 0               |                    | -                  | -                  |             | -           | -           | 111    | 11     |
| ago.-dic. 2013   | Cagliari         | A                | 0          | 0          | CI              | 0               | 0               |                    | -                  | -                  |             | -           | -           | 0      | 0      |
| Totale Cagliari  | Totale Cagliari  | Totale Cagliari  | 6          | 0          |                 | 1               | 1               |                    | -                  | -                  |             | -           | -           | 7      | 1      |
| gen.-giu. 2014   | Arouca           | PL               | 12         | 1          | CP+CdL          | -               | -               |                    | -                  | -                  |             | -           | -           | 12     | 1      |
| 2014-2015        | Arouca           | PL               | 28         | 2          | CP+CdL          | 0+4             | 0               |                    | -                  | -                  |             | -           | -           | 32     | 2      |
| Totale Arouca    | Totale Arouca    | Totale Arouca    | 40         | 3          |                 | 4               | 0               |                    | -                  | -                  |             | -           | -           | 44     | 3      |
| 2015-2016        | Red Star         | L2               | 8          | 0          | CF+CdL          | 0               | 0               |                    | -                  | -                  |             | -           | -           | 8      | 0      |
| Totale Carriera  | Totale Carriera  | Totale Carriera  | 188        | 18         |                 | 19              | 1               |                    | -                  | -                  |             | -           | -           | 207    | 19     |

## Palmarès

### Competizioni nazionali
- Liga de Honra: 1

Beira-Mar: 2009-2010